# Rosario Crocetta
Rosario Crocetta (sinh ngày 8 tháng 2 năm 1951) là một chính khách người Ý. Ông là thị trưởng đồng tính công khai đầu tiên ở Ý khi trở thành Thị trưởng Gela năm 2003, một bài viết ông giữ cho đến năm 2009. Một nhân vật nổi bật trong cuộc chiến chống Mafia, năm 2009, ông được bầu làm Thành viên của Nghị viện Châu Âu (MEP). Ông trở thành Thủ hiến Sicily từ năm 2012 đến 2017 sau bầu cử khu vực Sicilia năm 2012, do đó trở thành người đứng đầu đồng tính công khai thứ hai của một chính phủ khu vực ở Ý sau Nichi Vendola.

## Tiểu sử
Sinh ra ở Gela, Sicily, năm 1951, Crocetta là con trai của một công nhân nước và một thợ may. Anh trai ông là cựu thượng nghị sĩ PCI Salvatore Crocetta. Sau khi nhận được bằng tốt nghiệp, ông làm việc cho ENI tại Gela.
Ông nói rằng ông nói được bốn thứ tiếng: Ý, Ả Rập, Anh và Pháp và đã được nghe nói và đã đăng trên phương tiện truyền thông xã hội bằng ngôn ngữ Sicilia.

## Đời tư
Crocetta là người đồng tính công khai. Ông là thị trưởng đồng tính công khai đầu tiên ở Ý khi trở thành Thị trưởng Gela năm 2003 đến năm 2009. Ông cũng là người đứng đầu đồng tính công khai thứ hai của một chính phủ khu vực ở Ý sau Nichi Vendola khi ông là Thủ hiến Sicily trong giai đoạn 2012-2017.